# Georgios Kaphantaris

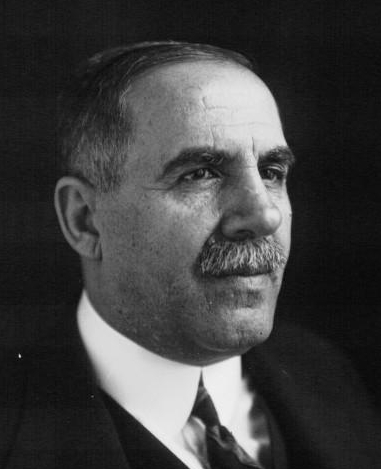
Georgios Kaphantaris (1927)

Georgios Kaphantaris (griechisch Γεώργιος Καφαντάρης Georgios Kafandaris; * 13. Oktober 1873 in Frangista (Präfektur Evrytania); † 28. August 1946) war ein griechischer Politiker und Ministerpräsident.

## Rechtsanwalt und Abgeordneter
Kaphantaris absolvierte ein Studium der Rechtswissenschaften an der Nationalen und Kapodistrias-Universität Athen. Anschließend war er als Rechtsanwalt in Karpenisi und Messolongi tätig.
Er begann seine politische Laufbahn 1905 mit der Wahl zum Abgeordneten der Nationalversammlung (Voulí ton Ellínon).

## Minister, Ministerpräsident und Exil
Von August bis Oktober 1915 war er Innenminister im zweiten Kabinett von Eleftherios Venizelos. Im dritten Kabinett von Venizelos wurde er 1919 Landwirtschaftsminister. Allerdings trat er aus Protest gegen den Beginn des Griechisch-Türkischen Krieges im gleichen Jahr von diesem Amt zurück und ging anschließend bis 1922 ins Exil nach Frankreich und Italien.
Nach seiner Rückkehr war er vom 24. Januar bis zum 19. Februar 1924 Justizminister im vierten Kabinett von Venizelos. Nach dem Rücktritt von Venizelos aus Gesundheitsgründen war er vom 19. Februar bis zum 12. März 1924 schließlich selbst Ministerpräsident der letzten Regierung vor der Ausrufung des Griechischen Staates, aus dem schließlich am 29. September 1925 die Hellenische Republik hervorging.
In der Folgezeit gründete er die Progressive Liberale Partei (Proodeftikon Komma), die in Opposition zur Diktatur von General Pangalos, Theodoros stand. Seine Partei war von 1928 bis 1936 in der Nationalversammlung jeweils mit einigen Abgeordneten vertreten.
Nach dem Sturz der Diktatur von Pangalos war er von Dezember 1926 bis Juli 1928 Finanzminister im siebten bis neunten Kabinett von Alexandros Zaimis. Als solcher unterschrieb er das Mollow-Kaphantaris-Abkommen, das die finanzielle Seite der bulgarische und griechische Flüchtlingen nach dem Ersten Weltkrieg regelte. Das Amt des Finanzministers übte er auch im siebten Kabinett von Venizelos von Januar bis März 1933 aus.
Während der Diktatur von General Ioannis Metaxas (April 1936 bis Januar 1941) sowie der Besetzung Griechenlands durch die deutsche Wehrmacht während des Zweiten Weltkrieges von April 1941 bis Oktober 1944 befand er sich im Exil.